# اینس ساستره
اینِس ساستره موراتون (اسپانیایی: Inés Sastre‎؛ زادهٔ ۲۱ نوامبر ۱۹۷۳) بازیگر و مانکن اهل اسپانیا است.
از فیلم‌ها یا برنامه‌های تلویزیونی که وی در آن نقش داشته است، می‌توان به شهر گمشده، ال دورادو، فراسوی ابرها، ساقدوش و ویدوک اشاره کرد.